# Манджели Орси, Паоло
Паоло Манджели Орси (итал. Paolo Mangelli Orsi; 30 октября 1762, Форли, Папская область — 4 марта 1846, Рим, Папская область) — итальянский куриальный кардинал. Генеральный аудитор Апостольской Палаты с 1842 по 27 января 1843. Кардинал-дьякон с 27 января 1843, с титулярной диаконией Санта-Мария-делла-Скала с 30 января 1843 по 22 февраля 1844. Кардинал-дьякон с титулярной диаконией Санта-Мария-ин-Козмедин с 22 февраля 1844.